# Ромашково (платформа)
Рома́шково (рос. Ромашково) — зупинний пункт/пасажирська платформа Білоруського (Смоленського) МЗ напрямку у Москві. Розташована у межах станції Кунцево II в однойменному селі Одинцовського району Московської області.
Конструкція станції — дві відкриті берегові платформи на дузі.
Розташовано на тупиковому відгалуженні Робітниче Селище (лінія від Кунцево I) — Усово. За Тарифними нормами № 4 є роз'їздом, але за ТРА та за фактом платформою в межах станції Кунцево II.
Має дві берегові платформи. Час в дорозі до Москва-Пасажирська-Смоленська — 26 хвилин.